# التسلسل الزمني لتاريخ إيران

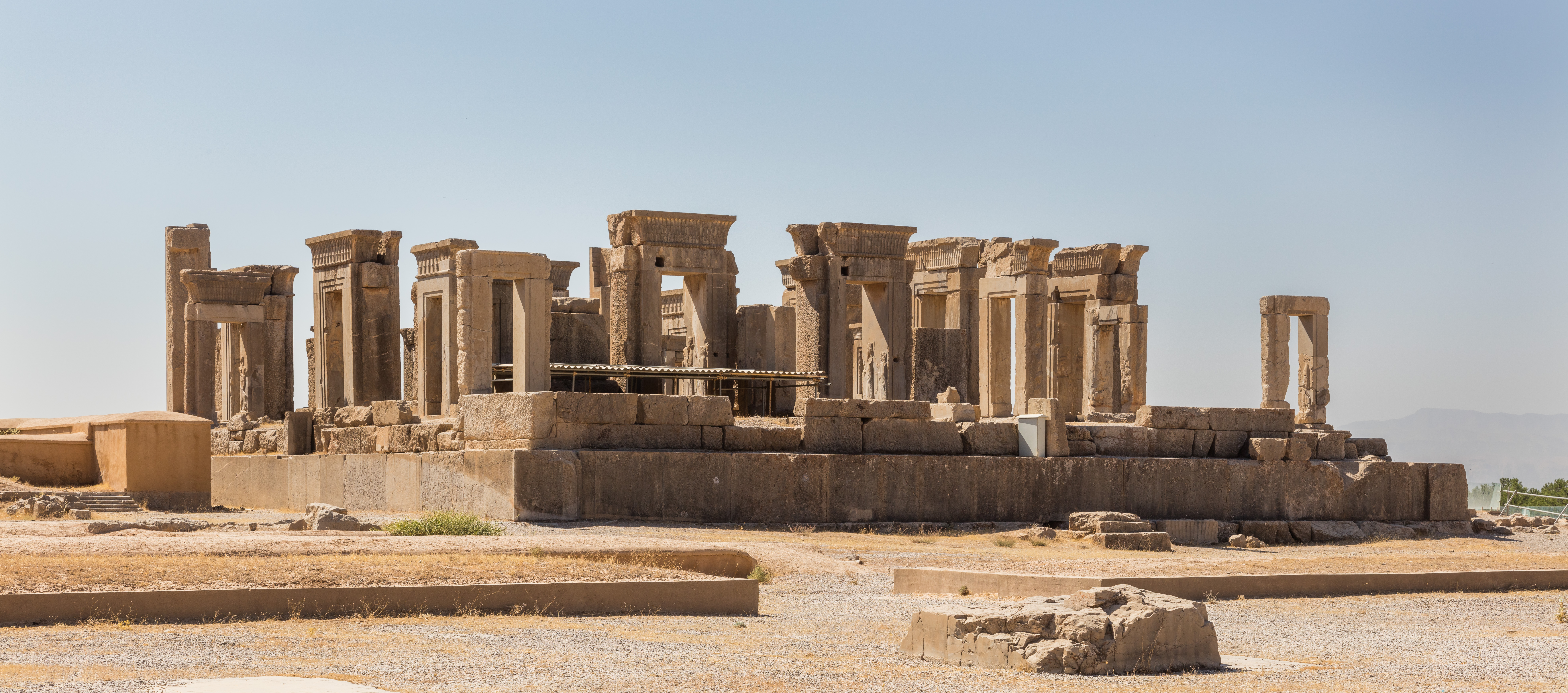

الجدول أدناه هو قائمة للتسلسل الزمني لتاريخ إيران. حيث يحاول جمع الأحداث التاريخية الهامة التي وقعت في أو أدت إلى ظهور قوى في منطقة إيران الكبرى. وهي قائمة متحركة، قد لا تكون قادرة على تلبية معايير معينة للاكتمال. يمكنك المساعدة عن طريق إضافة العناصر المفقودة بمصادر موثوقة.

## القرن 33 ق.م
- 3200 ق.م: نشأة حضارة عيلام في أقصى الغرب والجنوب الغربي من إيران الحالية وجنوب شرق العراق الحالي.

## القرن 13 ق.م
- 1250 ق.م: بنى أونتاش نابيرشا ملك عيلام مجمع زقورة جغا زنبيل في محافظة خوزستان الحالية.
- 1210 ق.م: وصلت الإمبراطورية العيلامية إلى أوج قوتها.

## القرن 8 ق.م
- 727 ق.م: أسس الملك دياكو مملكة ميديا.

## القرن 7 ق.م
- 647 ق م: هزمت الإمبراطورية الآشورية مملكة عيلام في معركة شوشان، مما أدى إلى نهب وتدمير كامل لمدينة شوشان.
- 625 ق م: أعلن الملك سياخريس العظيم نفسه ملكًا للميديين.
- 616-609 ق م:هاجم الملك سياخريس الإمبراطورية الآشورية الحديثة واستولي على نينوى مما أدي إلى الانهيار النهائي للإمبراطورية الآشورية الحديثة.

## القرن 6 ق.م
- 550 ق م: أنشأ الملك قورش الكبير الإمبراطورية الأخمينية بعد أن هزم الميديون.
- 539 ق م: استولى قورش على بابل، وحرر الآلاف من العبيد وأصدر إعلانًا لحقوق الإنسان تم تسجيله لاحقًا في أسطوانة قورش.
- 525 ق م: احتل الفرس مملكة مصر بعد انتصارهم في معركة الفرما (525 قبل الميلاد).

## القرن 5 ق.م
- 490 ق م: تعرضت الإمبراطورية الفارسية للهزيمة على يد الدول اليونانية في معركة ماراثون ضمن الحروب الفارسية اليونانية.
- 480 ق م: غزت الإمبراطورية الأخمينية تحت حكم خشايارشا الأول بلاد الإغريق.
- 479 ق م: استولى الفرس على أثينا ودمروها [الإنجليزية]. وقد دمر الأكروبوليس ومعبد أثينا القديم [الإنجليزية] ومعبد البارثينون الأقدم [الإنجليزية].

## القرن 4 ق.م
- 343 ق م: استعاد الفرس ولاية مصر بعد معركة الفرما (343 قبل الميلاد) وانقضاء الأسرة الثلاثين.
- 334 ق م: عبر الإسكندر الثالث المقدوني مضيق هيلسبونت متجها نحو الغرب.
- 334 ق م: في شهر مايو هزم الإسكندر الثالث المقدوني جيوش الإمبراطورية الأخمينية في معركة نهر الغرانيكوس.
- 333 ق م: بتاريخ 5 نوفمبر هزم الإسكندر الثالث المقدوني جيوش الفرس في معركة إسوس.
- 330 ق م: بتاريخ 20 يناير هزم الإسكندر الثالث المقدوني جيوش الفرس في معركة البوابة الفارسية.
- 330 ق م: مقتل داريوس الثالث آخر شاهنشاهات الأخمينيون في شهر يوليو، وبه انتهت سلالتهم الحاكمة.
- 330 ق م: دمر الإسكندر الثالث المقدوني برسيبوليس، عاصمة الإمبراطورية الأخمينية الفارسية.
- 323 ق م: وفاة الإسكندر الثالث في بابل يوم 10/11 يونيو، مما أدى إلى تقسيم إمبراطوريته بين جنرالاته في معاهدة عرفت باسم تقسيم تريباراديسوس.
- 312 ق م: أنشأ سلوقس الأول مملكته السلوقية في المقاطعات الفارسية من الإمبراطورية المقدونية.

## القرن 3 ق.م
- 247 ق م: أسس أرشك الأول الإمبراطورية البارثية المعروفة أيضًا باسم الإمبراطورية الأرشكية في شمال شرق إيران.

## القرن 1 ق.م
- 94 ق م: وصلت الإمبراطورية البارثية إلى ذروتها، وامتدت من الروافد الشمالية لنهر الفرات، في ما يعرف الآن بوسط شرق تركيا، إلى أفغانستان الحالية وغرب باكستان.
- 540 ق م: بدء الحروب الرومانية - البارثية التي استمرت حتى سنة 217 م.

## القرن 3
- 211: أسس الملك أردشير الأول الدولة الساسانية بمدينة إصطخر في محافظة فارس.
- 224: هزم الملك أردشير الأول آخر شاهنشاهات البارثيين أرطابنوس الرابع، منهيا بذلك الإمبراطورية البارثية.
- 260: هزم الفرس الرومان في معركة الرها وأخذوا الإمبراطور فاليريان أسيرًا لما تبقى من حياته.

## القرن 4
- 360: استولى الساسانيون على بلدة سينجارا بعد حصارها.
- 363: اندلاع معركة سامراء (363) بين الإمبراطورية الرومانية والإمبراطورية الساسانية، والتي أصيب فيها الإمبراطور الروماني جوليان، ومات بعدها متأثراً بجراحه.
- 371: هزمت الإمبراطورية الرومانية مع مملكة أرمينيا الإمبراطورية الساسانية وألبانيا القوقازية معا في معركة باغريفاند.

## القرن 5
- 421: بعد الحرب الرومانية الساسانية 421-422 وافق الفرس على التسامح مع المسيحية، ووافق الرومان على التسامح مع الزرادشتية.

## القرن 6
- 570-578: انتهاء الحروب الحبشية الفارسية بضم الساسانيين لليمن.
- 590: أصبح خسرو الثاني شاهنشاهًا للإمبراطورية الساسانية. وخلال حكمه حتى 628 تم ضم مصر والأردن وفلسطين ولبنان إلى ملكه.

## القرن 7
- 602: بدء الحروب الساسانية-البيزنطية التي استمرت حتى سنة 628.
- 620: وصلت الشاهنشاهية الساسانية إلى ذروتها، ليشمل امتدادها كل إيران والعراق وشرق البحر الأبيض المتوسط (بما فيها الأناضول ومصر) إلى باكستان، ومن أجزاء من جنوب الجزيرة العربية إلى القوقاز وآسيا الوسطى.
- 626: فرضت الإمبراطورية الساسانية حصارًا على القسطنطينية شهري يونيو ويوليو، لكنها لم تتمكن من الاستيلاء عليها.
- 628: 25 فبراير، خلع خسرو الثاني ومقتله على يد ابنه قباد الثاني.
- 628: سبتمبر، أصبح أردشير الثالث شاه الإمبراطورية الساسانية.
- 632: 16 يونيو، اعتلاء يزدجرد الثالث العرش الساساني، وهو آخر الملوك الساسانيين.
- 633: 16 مايو، معركة أليس التي انهزمت فيها الإمبراطورية الساسانية أمام جيوش الخلافة الراشدة التي أدت إلى مقتل 70,000 جندي من فارس.
- 634: أكتوبر، هزيمة جيش المسلمين بقيادة أبو عبيد الثقفي أمام الجيش الساساني بقيادة بهمن جاذويه في معركة الجسر، ومقتل أبو عبيد الثقفي في المعركة.
- 636: تسبب ضغط غزوات العرب بتخلخل الحكم الساساني للعراق وبدأ الحكم الإسلامي.[1]
- 636: 16-19 نوفمبر، هزيمة الساسانيين بقيادة رستم فرخزاد في موقعة القادسية أمام المسلمين بقيادة سعد بن أبي وقاص. ومقتل قائدهم رستم. وتمكن المسلمون من السيطرة على العراق.
- 637: سقوط طيسفون عاصمة الساسانيين على يد المسلمين.[2]
- 642: معركة نهاوند وانتصار المسلمين فيها. وسميت بفتح الفتوح، لأنها أنهت حكم الشاهنشاهية الساسانية في بلاد فارس، بعد أن دام حكمها 416 عاما.[3]
- 644: استلم عثمان بن عفان الخلافة بعد مقتل عمر. وخلال حكمهو وقعت عدة ثورات في فارس ضد الحُكم الإسلامي، لكنها أخمدت، وأبرز الولايات الفارسية التي وقعت فيها الثورات: أرمينية وأذربيجان وفارس، وسيستان (649م)، وخُراسان (651م)، ومكران (650م).[4]
- 651: هزيمة جيش الساسانيين وخانية غوك تورك أمام جيوش المسلمين في معركة نهر جيحون.
- 651: مقتل يزدجرد الثالث آخر الشاهات الساسانيين بالقرب من مرو، مما وضع حداً لسلالته والمقاومة الفارسية المنظمة ضد الفتح الإسلامي.
- 651: مقتل أكثر من 150,000 من أهالي اصطخر بسبب كثرة ثوراتهم وتمردهم ضد الحكم الإسلامي خلال 3 سنوات..

## القرن 8
- 716-717: هزم فاروخان الكبير [الإنجليزية] حاكم طبرستان في مقاطعة مازندران الحالية الجيوش الإسلامية بقيادة يزيد بن المهلب.
- 761: سقوط طبرستان في قبضة المسلمين فأصبحت إحدى ولايات الخلافة العباسية.
- 767: أعلن أستاذ سيس الزعيم الثوري الفارسي الزرادشتي تمرده ضد العباسيين، واحتل هرات وسيستان ثم سار نحو مرو. فهزم في البداية جيشًا عباسيًا تحت قيادة الأجثم المروي، لكنه انهزم في معركة دامية ضد المسلمين بقيادة خازم بن خزيمة التميمي.

## القرن 9
- 816-835: ثورة بابك الخرمي الزرادشتي زعيم الحركة الخرمية التي استمرت حوالى عشرين سنة.[5] حتى قضى عليها الأفشين حيدر بن كاوس وصلبه في سامراء.[6]
- 821: أسس طاهر بن الحسين أحد قادة المأمون الدولة الطاهرية في خراسان.
- 867: أنشأ يعقوب بن الليث الصفار الدولة الصفارية.

## القرن 10
- 930: أسس القائد الزرادشتي مردويه بن زيار السلالة الزيارية وغزا لفترة وجيزة الكثير من شمال بلاد فارس قبل أن يتعرض للخيانة والقتل في 935م. استمرت السلالة الزيارية في حكم جزء كبير من طبرستان حتى زوالها سنة 1090م.
- 934: نشأة الدولة البويهية الشيعية.

## القرن 11
- 1010: أنهى الشاعر الفردوسي كتابة قصيدته الملحمية الشاهنامه، وهي معيار اللغة الفارسية الحديثة.

## القرن 13
- 1219: بدأ الغزو المغولي لخوارزم بعد ذبح بعثتين دبلوماسيتين أرسلهما جنكيز خان إلى خوارزم. فأحرقت في 1220 و 1221 مدن بخارى وسمرقند وهرات وطوس ونيسابور، وذبح جميع سكان تلك المدن.
- 1220: موت الشاه محمد الثاني ملك خوارزم في جزيرة آبسكون إحدى جزر بحر قزوين بعد مطاردة القوات المغولية.

## القرن 16
- 1501: تأسيس الدولة الصفوية من تبريز بعد إعلان إسماعيل الأول نفسه ملك (شاه) إيران.
- 1514: 23 أغسطس، ألحقت الدولة العثمانية هزيمة قاسية بالقوة الفارسية الأدنى عددًا في معركة جالديران، مما سهل في احتلال الهضبة الإيرانية الشمالية الغربية.
- 1514: 7 سبتمبر، دخول السلطان سليم الأول مدينة تبريز.
- 1524: 23 مايو، موت الشاه إسماعيل الأول وخلفه في الحكم ابنه طهماسب الأول وهو في العاشرة من عمره.
- 1555: تقسيم الحدود بين الصفويين والعثمانيين في معاهدة أماسيا، أول معاهدة رسيمة بينهما.[7]
- 1590: 21 مايو، معاهدة القسطنطينية أو معاهدة فرحات باشا بين الدولة العثمانية والدولة الصفوية لإنهاء الحرب العثمانية الصفوية (1578–1590)، حيث تنازل الصفويون بموجبها عن القوقاز وأراضي إيران الغربية لعدة سنوات.

## القرن 17
- 1609-1610: معركة دمدم حيث حاصر الجيش الفارسي قلعة كردية على ضفاف بحيرة أورميا. فقام الفرس بعد سقوطها بتدمير القلعة وقتل من فيها.
- 1629: وفاة عباس الأول الصفوي وخلفه في الحكم حفيده صفي شاه الأول.
- 1639: 17 مايو، توقيع معاهدة زهاب بين الصفويين والعثمانيين، لتقسيم القوقاز نهائيا بينها (مع بقاء الجزء الأكبر لإيران) وإنشاء ماتبقى من الحدود بين إيران وتركيا والعراق.[8]
- 1642: وفاة صفي شاه الأول وخلفه بالحكم ابنه عباس الثاني الصفوي.
- 1666: وفاة عباس الثاني الصفوي وخلفه بالحكم ابنه صفي شاه الثاني.
- 1694: وفاة صفي شاه الثاني وخلفه بالحكم ابنه شاه سلطان حسين.

## القرن 18
- 1709: 21 أبريل، أصبح مير ويس خان هوتاك زعيم عشيرة غلزائي حاكمًا على قندهار بعد أن قتل حاكمها جرجين خان الكرجي [الإنجليزية] المعين من الصفويين. ثم أعلن نفسه ملكًا على بلاد فارس.[9][10]
- 1722: يوليو، الحرب الروسية الفارسية (1722-1723): أبحرت حملة عسكرية روسية لتوسيع نفوذها على المناطق الصفوية المجاورة المنهارة ومنع استحواذ العثمانيين عليها.
- 1723: 12 سبتمبر، معاهدة سانت بطرسبرغ (1723): وقع مبعوث الشاه معاهدة سلام تنازل فيها عن مدينتي دربند وباكو ومحافظات شروان وغيلان ومازندران وأستراباد إلى الإمبراطورية الروسية.
- 1736: انهيار الدولة الصفوية ووقوع البلاد في فوضى، وظهور السلالة الأفشارية بزعامة نادر شاه.
- 1746: 4 سبتمبر، معاهدة كردان بين الدولة العثمانية وإيران الأفشارية، لتأكيد الحدود المرسومة في معاهدة زهاب والسماح للحجاج الإيرانيين للحج إلى مكة.
- 1779: سقوط السلالة الأفشارية وظهور سلالة القاجار بزعامة محمد خان القاجاري.
- 1795: 11 سبتمبر، معركة كرتسانيسي: دمر الجيش القاجاري جيش مملكة كارتلي-كاخيتي واستولى على تبليسي وأعاد احتلال شرق جورجيا، التي كانت تحتوي على مقاطعات لمملكة كارتلي-كاخيتي.
- 1796: أبريل، الحملة على فارس 1796: شنت القيصرية الروسية حملة عسكرية لمعاقبة القاجاريون لتوغلهم في محمية كارتل-كاخيتي الروسية.

## القرن 19
- 1804: الحرب الروسية الفارسية (1804-1813)، هاجمت القوات الروسية مستوطنة كنجة الفارسية.
- 1813: 24 أكتوبر، الحرب الروسية الفارسية (1804-1813): وفقًا لمعاهدة جولستان تنازل الفرس إلى روسيا عن جميع أراضيهم الواقعة في شمال القوقاز وأجزاء من أراضيهم الواقعة جنوب القوقاز، التي تحوي حاليًا داغستان وشرق جورجيا ومعظم جمهورية أذربيجان الحالية.
- 1826: 16 يوليو، الحرب الروسية الفارسية (1826-1828): غزا الجيش الفارسي الأراضي التي ضمتها روسيا مؤخرًا لاستعادة مناطقه المفقودة.
- 1828: 21 فبراير، الحرب الروسية الفارسية (1826-1828): مع الخوف من احتمال غزو روسي لطهران مع احتلالهم الفعلي لتبريز، وقع القاجاريون على معاهدة تركمانجاي. تنازلت الدولة القاجارية بموجبها لروسيا عن آخر ماتبقى لها في القوقاز، وهما خانيتي إيروان ونخجوان الموجودتان في أرمينيا وأذربيجان،[11][12] وكذلك محافظة اغدير الموجودة في تركيا حاليا.
- 1881: 21 سبتمبر، اعترفت فارس رسميًا بضم روسيا لتركمانستان في معاهدة أخال.

## القرن 20
- 1906: تم تبني أول دستور فارسي [الإنجليزية] بعد الثورة الدستورية الفارسية.
- 1925: 31 مارس، تم اعتماد التقويم الهجري الشمسي قانونيًا في إيران.[13]
- 1941: 21 أغسطس، الغزو الأنجلو-سوفيتي لإيران: غزت ثلاثة جيوش سوفياتية إيران من الشمال، بينما غزا الجيش البريطاني خوزستان ووسط إيران.
- 1945: نوفمبر، أنشأ الاتحاد السوفيتي جمهورية أذربيجان الشعبية في أذربيجان الإيرانية.
- 1946: 22 يناير، أعلنت جمهورية مهاباد الكردية المدعومة من الاتحاد السوفيتي استقلالها عن إيران.
 وفي 2 مارس اندلعت الأزمة الإيرانية، حيث انسحبت القوات البريطانية من إيران. بينما انتهك الاتحاد السوفيتي اتفاقه السابق وبقي موجودا. إلا أنه انسحب أخيرا في 9 مايو.
 وفي 11 ديسمبر استعادت إيران السيطرة على أراضي جمهورية أذربيجان الشعبية.
 وفي 15 ديسمبر دخلت إيران مهاباد منهية استقلال الجمهورية.
- 1953: أغسطس، تمت الإطاحة بمحمد مصدق في انقلاب دبرته المخابرات البريطانية والأمريكية. وإعلان فضل الله زاهدي رئيسا للوزراء وعودة الشاه.[14]
- 1979: 11 فبراير، اندلاع الثورة الإيرانية، وسقوط الملكية الإيرانية.
وفي 1 أبريل، تم تمرير استفتاء جعل إيران جمهورية إسلامية.
- 1980: 22 سبتمبر، شن العراق غزوًا واسع النطاق على إيران. استمرت الحرب العراقية الإيرانية حتى أغسطس 1988. كانت التكتيكات التي استخدمها كلا الجانبين مماثلة لتلك المستخدمة خلال الحرب العالمية الأولى،[15] مثل حرب الخنادق واسعة النطاق مع الأسلاك الشائكة الممتدة عبر الخنادق، واستخدام المدافع الرشاشة والحربة. وهجوم بأمواج بشرية عبر المنطقة المحايدة، واستخدام الأسلحة الكيميائية مثل غاز الخردل من قبل الحكومة العراقية ضد القوات الإيرانية والمدنيين والأكراد العراقيين.
- 1988: 20 أغسطس، انتهاء الحرب العراقية الإيرانية بدون رابح. كانت تلك الحرب من أكثر الحروب التقليدية دموية على الإطلاق بين الجيوش النظامية للدول النامية.[16]
- 1988: مجازر إعدام سجناء سياسيين إيرانيين، وآلاف حالات الاختفاء القسري والإعدام والتعذيب والمعاملة اللاإنسانية والمهينة.

## القرن 21
- 2001: 8 يونيو، انتخابات الرئاسة الإيرانية 2001: أعيد انتخاب الرئيس محمد خاتمي بأغلبية ساحقة.
- 2005: 24 يونيو، انتخابات الرئاسة الإيرانية 2005: أحمدي نجاد يفوز على رفسنجاني الأكثر ليبرالية.
- 2009: 12 يونيو، انتخابات الرئاسة الإيرانية 2009: أعيد انتخاب أحمدي نجاد للمرة الثانية بعد فوزه على موسوي. وقد احتج موسوي على نتيجة الانتخابات واعتبرها مزورة، فاندلعت الاحتجاجات في جميع أنحاء إيران.
- 2015: 14 يوليو، توقيع الاتفاق النووي الإيراني بين إيران ومجموعة 5+1 (الأعضاء الخمسة الدائمون في مجلس الأمن التابع للأمم المتحدة - الصين وفرنسا وروسيا والمملكة المتحدة والولايات المتحدة - بالإضافة إلى ألمانيا).
- 2018: 8 مايو، انسحاب الولايات المتحدة من الاتفاق النووي الإيراني.

## كتب ومصادر
- George Henry Townsend (1867)، "Persia"، A Manual of Dates (ط. الثانية)، London: Frederick Warne & Co.
- Henry Smith Williams، المحرر (1908). "Chronological Summary of the History of Persia". Historians' History of the World. London: Hooper & Jackson. ج. 24. hdl:2027/njp.32101063964728.
- Benjamin Vincent (1910)، "Persia"، Haydn's Dictionary of Dates (ط. 25)، London: Ward, Lock & Co.، hdl:2027/loc.ark:/13960/t89g6g776 – عبر HathiTrust
- "Iran". Political Chronology of the Middle East. روتليدج. 2003. ص. 45–64. ISBN:978-1-135-35673-6. مؤرشف من الأصل في 2023-06-29.
- Andrew J. Newman (2006). "Key Dates". Safavid Iran: Rebirth of a Persian Empire. I.B.Tauris. ص. 129+. ISBN:978-1-86064-667-6. مؤرشف من الأصل في 2023-04-05. (Covers 14th–18th centuries CE)
- "Timeline: A Modern History of Iran". ساعة الأخبار لقناة البث العامة  [لغات أخرى]‏. USA: Public Broadcasting Service. 2010. مؤرشف من الأصل في 2023-10-03.{{استشهاد ويب}}:  صيانة الاستشهاد: علامات ترقيم زائدة (link) (Covers 1921–2009)